# Pécs
Pécs ( Pronunciació hongaresa (?·pàg.), eslovac: Päťkostolie, croat: Pečuh, alemany: Fünfkirchen, serbi: Печуј, Pečuj, turc: Peçuy, llatí: Quinque Ecclesiae) és una ciutat autònoma d'Hongria a uns 200 km al sud de Budapest. Té 160.000 habitants. És seu d'una de les universitats més antigues del món, fundada l'any 1367, però el que més fama li ha donat és la fàbrica de porcellana de Zsolnay.

## Història
Els seus orígens es remunten a mitjans del segle i de la nostra era, quan els exèrcits de l'Imperi Romà van fundar la colònia de Sopianae. Uns tres segles després esdevindria la capital administrativa de la província de Pannònia on hi van romandre els romans fins a l'arribada dels huns, a mitjans del segle v. El domini romà es va extingir al segle v i posteriorment va passar a mans dels àvars fins que Carlemany va imposar el domini a la zona, pertanyent a la diòcesi de Salzburg. El 871 és esmentada en un document escrit a Salzburg com a Quinque Basilicae; la població era eslava i àvar. Fou part de l'anomenat principat de Balaton, un estat franc vassall. Els magiars van conquerir la zona al final del segle ix i inicis del x i van fundar el comtat de Baranya amb centre a Baranyavár ("Castell de Baranya") però amb Pécs com a centre important.
El 1009 fou establerta com a seu episcopal i estava habitada pels anomenats magiars negres. El rei hongarès Salomó va signar la pau amb el seu cosí el futur Géza I, el 1064 i va celebrar la Pasqua a Pécs. La catedral es va cremar poc després accidentalment; fou reconstruïda i encara existeix. Els benedictins es van establir a la ciutat el 1076 i van seguir poc després altres ordes religiosos. El 1181 es va construir un hospital; el 1238 es va construir a la ciutat el primer monestir dominic. El 1367 es va fundar la universitat per consell de Guillem, bisbe de Pécs i canceller del rei Lluís I el Gran; fou la primera universitat hongaresa. El 1459 Janus Pannonius, el principal poeta medieval hongarès, va ser ordenat bisbe de Pécs.
Després de la batalla de Mohács (1526) els otomans van ocupar temporalment Pécs. Els hongaresos es van dividir. Una part va donar suport a Ferran d'Habsburg i una altra a Jan Zápolya, coronat a Székesfehérvár. Pécs va donar suport a l'emperador però la resta de Baranya estava al costat de Jan. L'estiu de 1527 Ferran va derrotar a Jan Zápolya, i fou coronat el 3 de novembre de 1527. Agraint el seu suport, Ferran va concedir a Pécs una exempció de taxes. Pécs fou restaurada i fortificada. El 1529 els otomans tornaren a Pécs en la seva campanya de Viena i van imposar al rei Jan Zápolya que s'havia aliat als turcs, i que va governar Pécs. Jan va morir el 1540 i el 1541 els otomans va ocupar el castell de Buda i van ordenar a Isabel, vídua de Zápolya, entregar Pécs, per la seva importància estratègica. La ciutat es va revoltar i va jurar lleialtat a Ferran, refusant als otomans; inicialment l'emperador va ajudar a la ciutat però els seus consellers el van convèncer de concentrar els seus esforços en Székesfehérvár i Esztergom. Pécs s'estava preparant per al setge durant la sisena campanya hongaresa de Solimà I el Magnífic, quan els mercenaris flamencs i valons van abandonar la ciutat. L'endemà, 20 de juliol de 1543, es va rendir sense lluita a les forces de Kasim Agha (sandjakbegi de Mohács) i de Murad Agha (sandjakbegi de Pozsega, entregant el bisbe de la ciutat les simbòliques claus.
En aquest temps tenia prop de 5000 habitants hongaresos. Fou part del sandjak de Mohács fins al 1570 formant el districte generalment anomenat de Szekczö (Sekčoy) i ocasionalment de Pécs. Després fou un sandjak de l'eyalat de Budin. Vers 1580 la població era de prop de 3.000 habitants amb una població musulmana en ascens. El setembre de 1595 va passar com una liwa al vilayat de Szigetvár (Sigetwar) però només fins al 1597. El 1600, amb el nom de Peçuy, fou transferida a la província de Kanizsa, creada aquest mateix any. El 1664 fou atacada pel comte Nicolau Zrínyi, que fou rebutjat amb fortes pèrdues però deixant la ciutat seriosament damnada. Però l'octubre de 1686 el príncep Lluís de Baden va conquerir Pécs definitivament; els otomans la van cremar en la seva retirada; el castell es va rendir el 21 d'octubre i el dia 22 els imperials hi van posar els peus. Karl von Thüngen va administrar la llei marcial que es va imposar a la ciutat; inicialment la cort imperial volia destruir la ciutat però després ho va reconsiderar per crear un contrapès de Szigetvár, que encara dominaven els otomans.

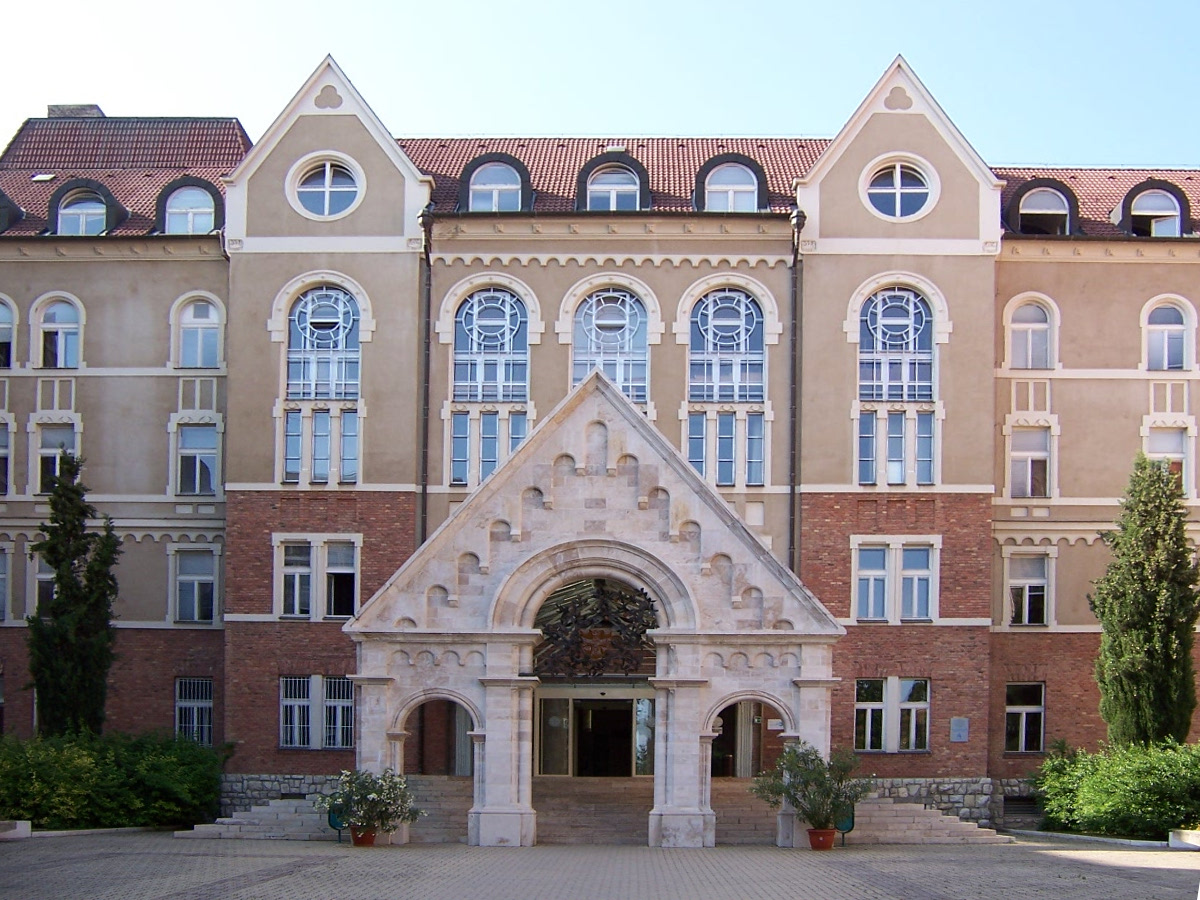
Universitat de Pécs.

La ciutat va prosperar lentament però a la darrera dècada del segle xvii dues epidèmies la van afectar considerablement. Des de 1688 s'hi van establir alemanys; un quart de la població era hongaresa i la resta alemanys i eslaus (la meitat de la població). A causa de la minoria dels hongaresos a la ciutat, Pécs no va donar suport a la revolta contra els Habsburg dirigida per Francesc II Rákóczi, l'exèrcit del qual va saquejar la ciutat el 1704.
Després del 1710 es va iniciar una època de pau i prosperitat. El senyor local era el bisbe però els ciutadans volien comprar els seus drets i el bisbe Jordi Kimó, fundador de la primera biblioteca d'Hongria, va accedir a vendre els drets del bisbat al poble; no obstant la Santa Seu ho va prohibir. Klimó va morir el 1777, i llavors l'emperadriu Maria Teresa va elevar Pécs a ciutat real lliure abans de l'elecció d'un nou bisbe, que després fou compensat amb 83.315 florins. El cens del 1787 donava 1474 cases i 1834 famílies amb 8.853 habitants (133 sacerdots i 117 nobles entre ells). El 1795 s'hi va traslladar l'acadèmia de Györ. El primer teatre es va construir el 1839. El 1848 hi havia a la ciutat 1.739 treballadors de la indústria, en els camps del ferro, del paper i la mineria de carbó; també hi havia una refineria de sucre; llavors hi havia 14.616 habitants. Durant la revolució (1848-1849) la ciutat fou ocupada breument pels croats i recuperada pels Habsburg el gener de 1849. Després de l'acord constitucional de 1867 la ciutat es va desenvolupar.
Al final de la I Guerra Mundial el comtat de Baranya fou ocupat pels serbis i fou breument la república de Baranya-Baja, i fins a l'agost de 1921 no es va assegurar la pertinença de Pécs a Hongria. La universitat de Pressburg (Bratislava a Eslovàquia), que quedava fora d'Hongria pel tractat de Trianon, fou traslladada a Pécs. A la Segona Guerra Mundial va patir pocs danys tot i que una batalla de tancs es va lliurar a uns 25 km al sud de la ciutat al poble de Villány, al final de la guerra, durant l'avanç de l'Exèrcit Roig cap a Àustria.
Després de la guerra va començar el desenvolupament i va absorbir algunes pobles o ciutats veïnes. El 1980 va arribar a 180.000 habitants. Al final del règim socialista el 1989-1990, es van patir els efectes habituals d'atur, tancaments de fàbriques obsoletes i de mines; el turisme es va veure afectat per la guerra a Iugoslàvia. Des de 1995 fou la base del Nordic Support Group (NSG) amb unitats de Dinamarca, Noruega, Suècia, Finlàndia i Polònia com a part de la IFOR i després la SFOR del desplegament de l'OTAN que va seguir als acords de Dayton que establien la pau a Bòsnia i Hercegovina.

## Llocs destacats

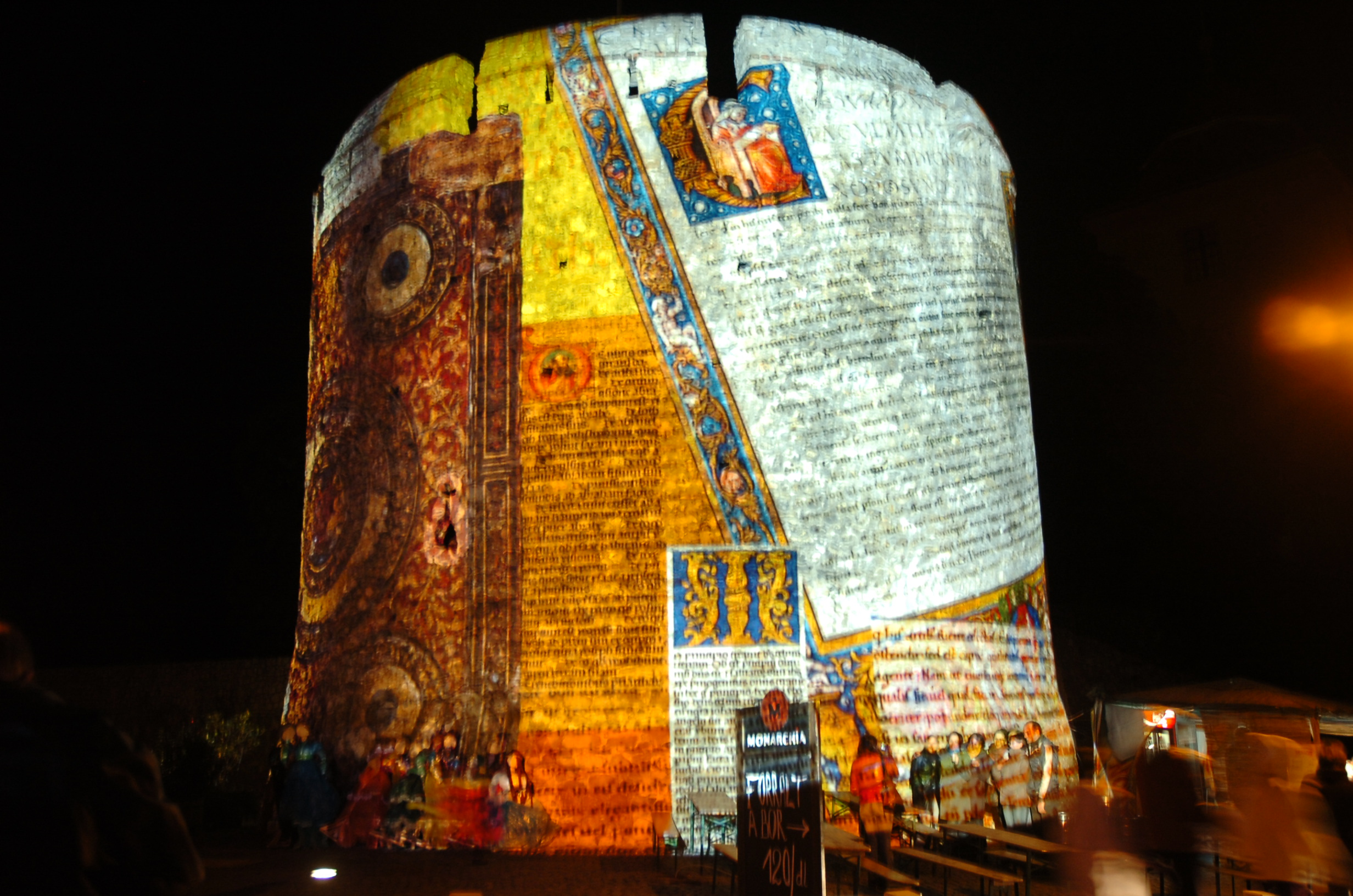
La torre Barbakán

- Carrer principal amb la Mesquita de Ghazi Kasim Pasha (1543-1546) abans catedral de Sant Bertalan del segle xiii
- Banys turcs de Memi Pasha
- Mausoleu d'Idris Baba
- Necròpolis of Sopianae (Patrimoni de la Humanitat)
- Cella Septichora (segle iv)
- Catedral (segle xi, restaurada segle xix).
- Palau Episcopal (segle xii)
- Universitat de Pécs (1367) amb Jardí Botànic
- Torre Barbakán (segle xv)
- Ruïnes de Tettye (1505–1521)
- Plaça Széchenyi (Plaça principal)
- Mesquita de Jakovali Hassan (segle xvi)
- Cases medievals de la ciutat baixa
- Hotel Nádor (1846)
- Seu del comtat (a la plaça Széchenyi)
- Ajuntament (a la plaça Széchenyi)
- Sinagoga (1869)
- Acadèmia hongaresa de Ciències (1884)
- Teatre Nacional de Péc] (1895)
- Eosin glaze de la Font Zsolnay
- Palau de Correus
- Casa d'Hongria
- Muesu Janus Pannonius
- Museu de la Renaixença
- Museu Csontváry
- Museu Zsolnay
- Museu Victor Vasarely
- Museu Amerigo Tot
- Museu Etnogràfic de Pécs
- Museu d'Història Natural a Pécs
- Museu del químic Szerecsen
- Galeria de Pécs
- Museum del Carrer
- Mausoleu Zsolnay
- Teatre Janus (Pannonius)
- Teatre dels Croats a Pécs
- Tercer Theatre
- Zoo i Jardi zoològic de Pécs
- Torre de TV de Pécs a la muntanya Mecsek (1960)

## Població per ètnies (2001)
- Magiars - 92,6%
- alemanys - 3,1%
- gitanos - 1,2%
- Croats - 1%
- Serbis - 1%
- altres- 1,1%

## Població per religions (2001)
- Catòlics - 58,5%
- Calvinistes - 7,4%
- Luterans - 1,9%
- Ateus - 18%
- altres - 1,9%
- No contesten - 12,3%

## Persones il·lustres
- Pál Dárdai, futbolista
- Lipót Fejér (1880-1959), matemàtic
- Janus Pannonius, bisbe de Pécs
- Ibrahim Peçevi historiador otomà
- Karl von Pflanzer-Baltin
- László Sólyom, president d'Hongria
- Béla Tarr, director de cinema

## Galeria

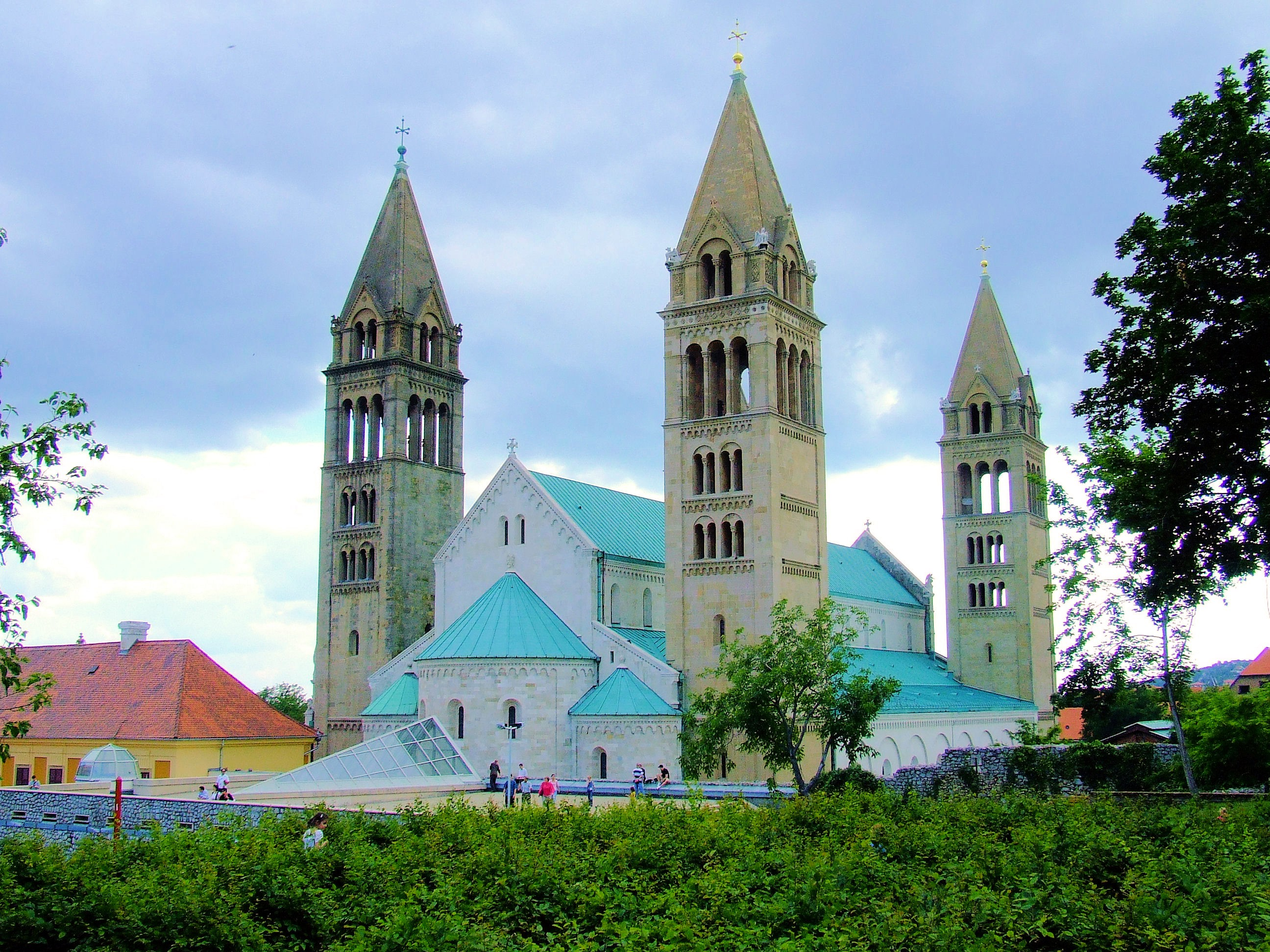
Catedral
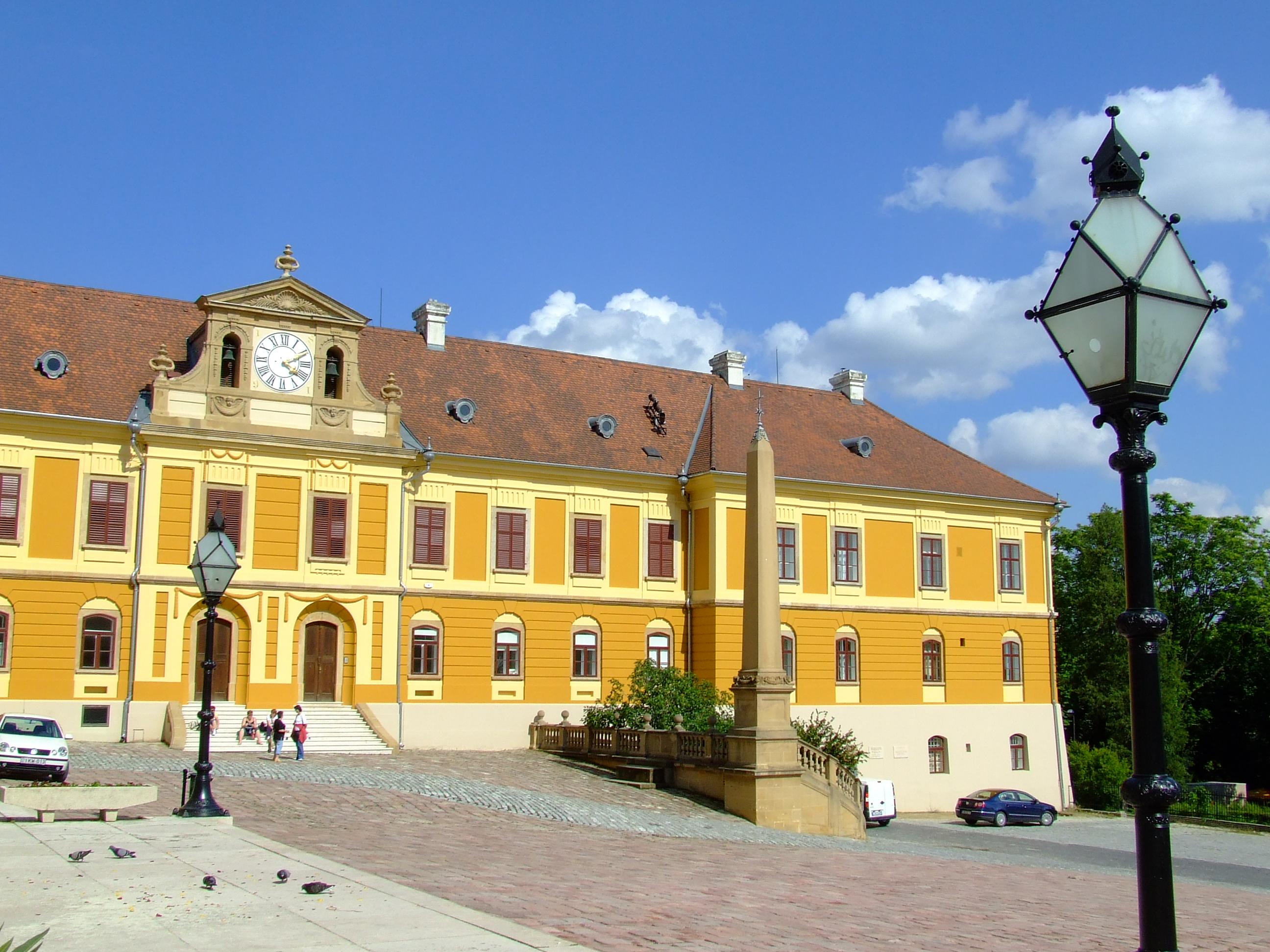
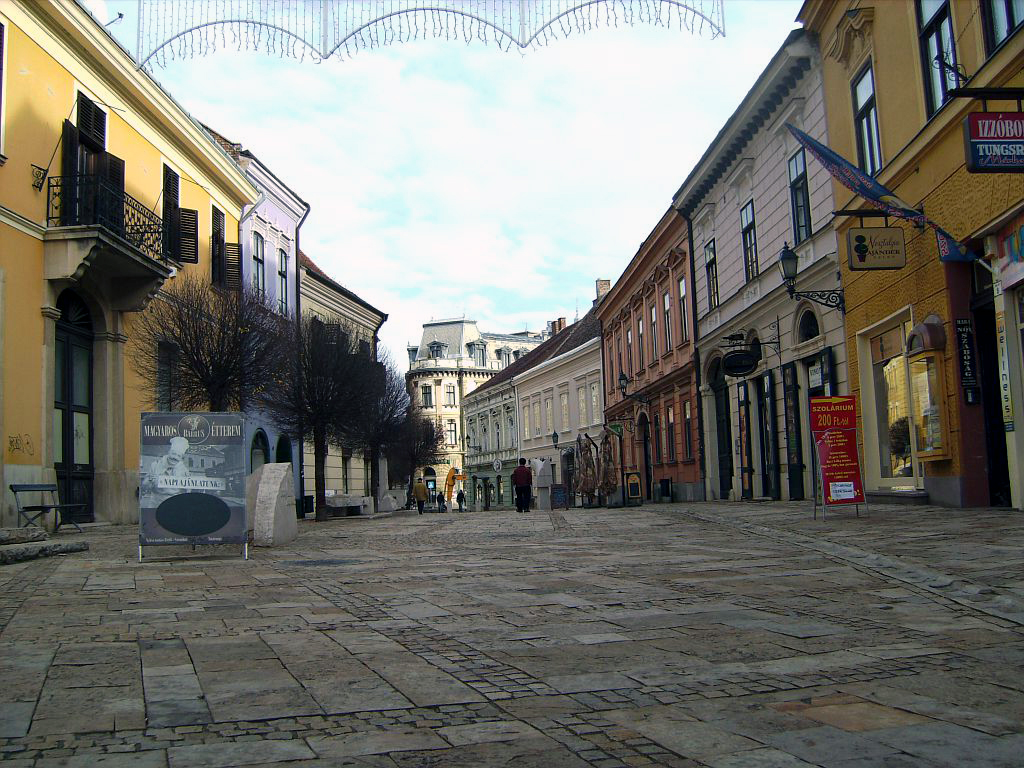
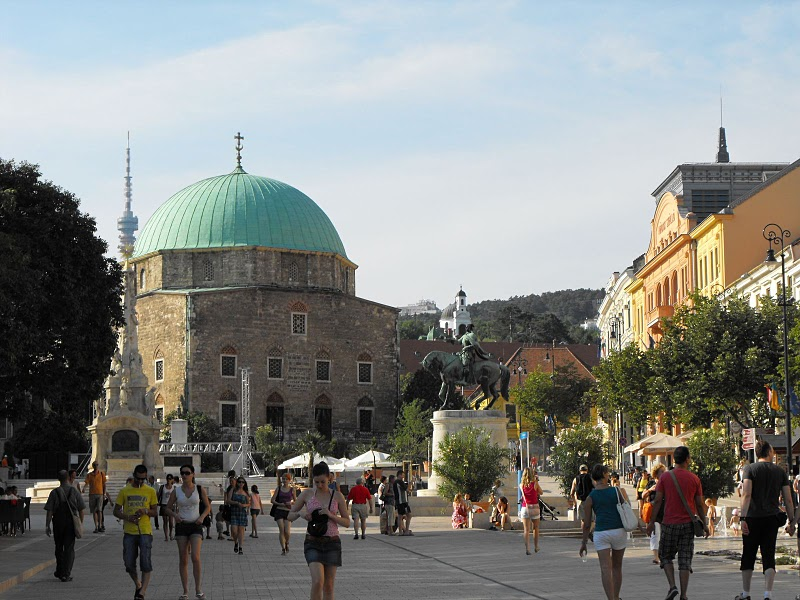
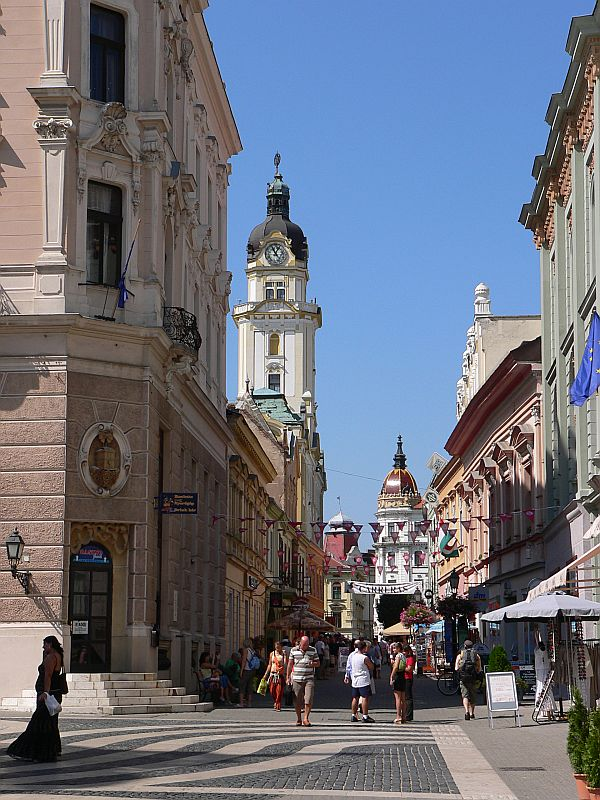
Carrer Király
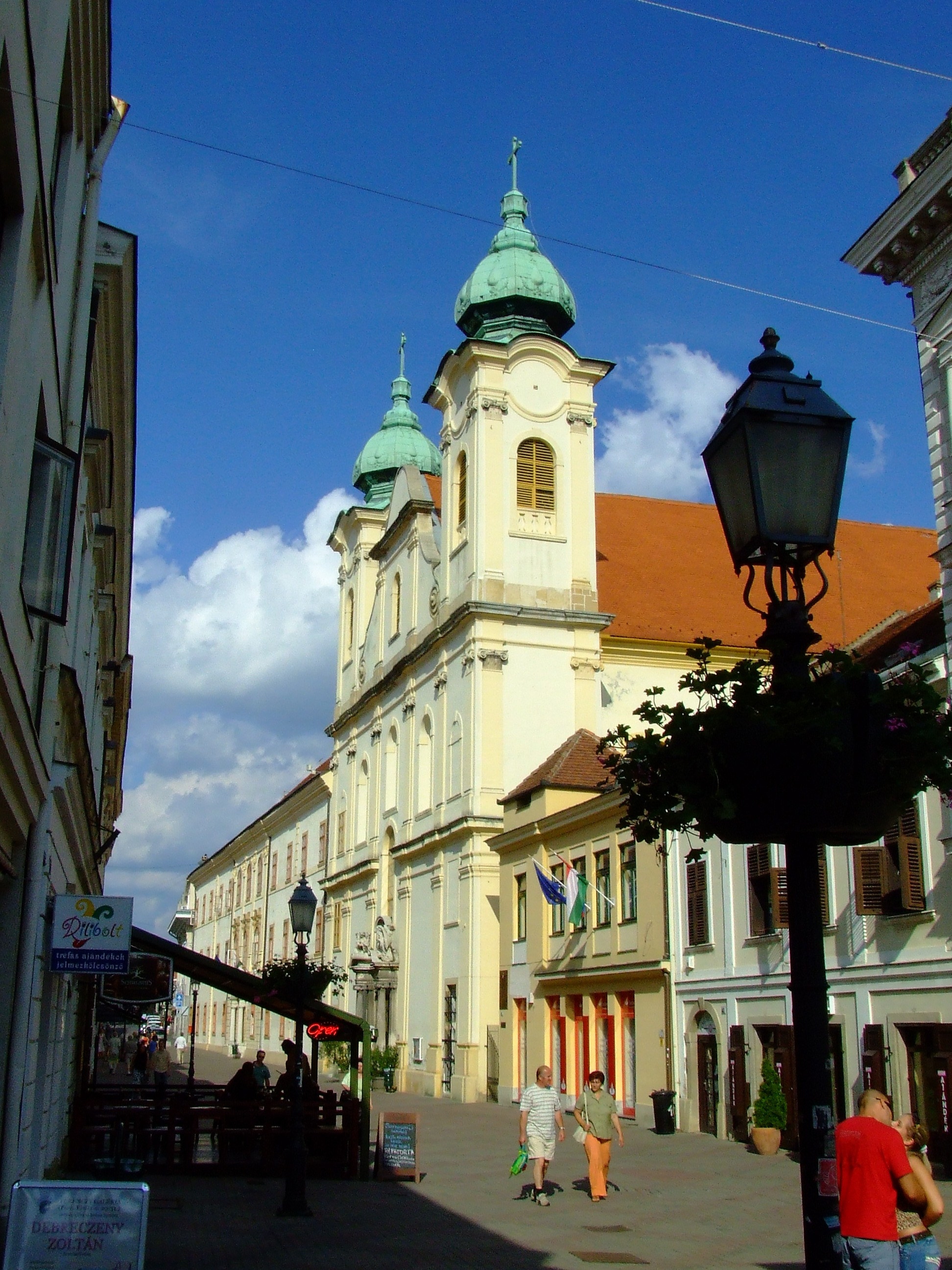
Carrer Király
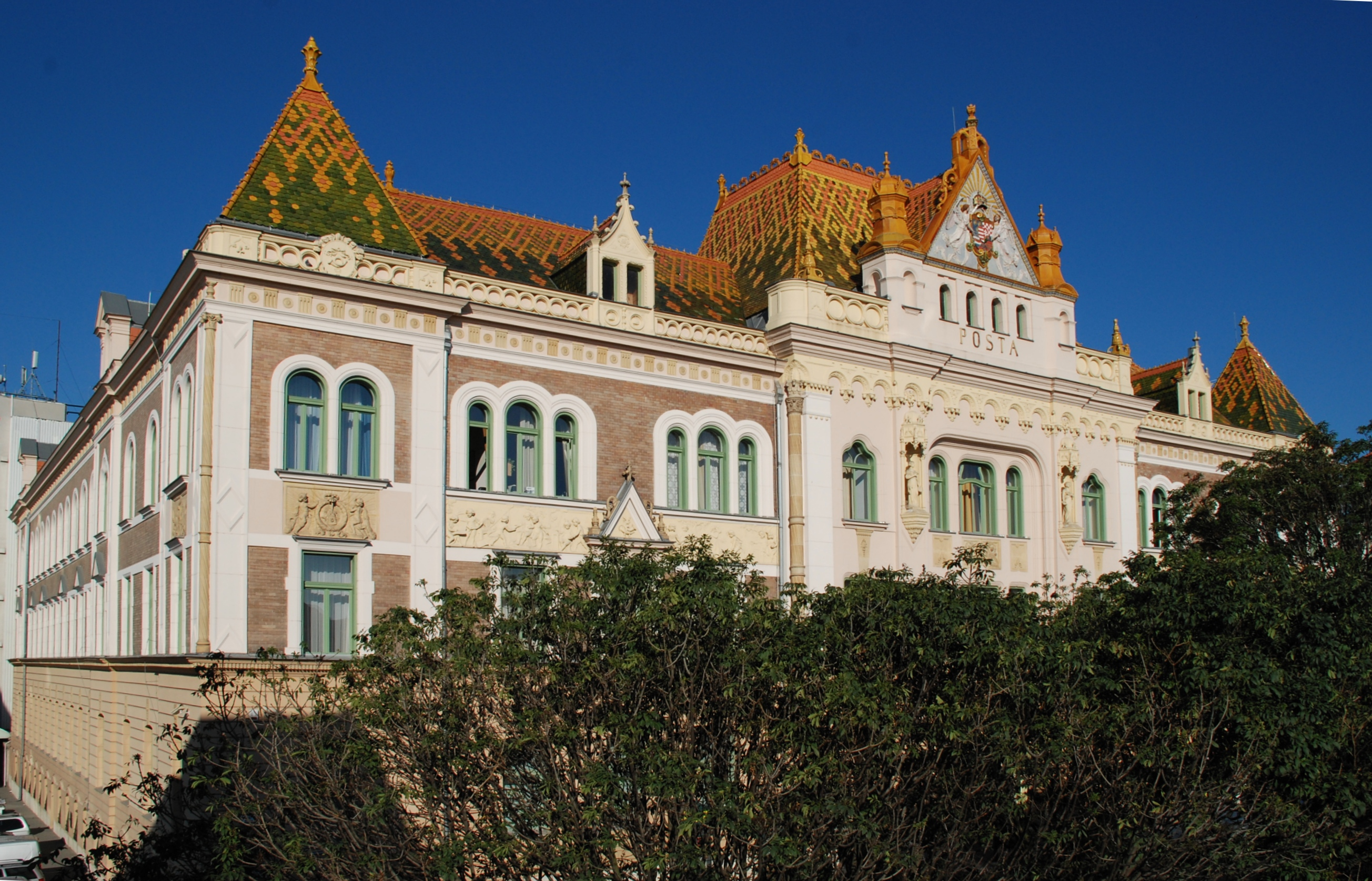
Palau de la "Posta" (Correus)
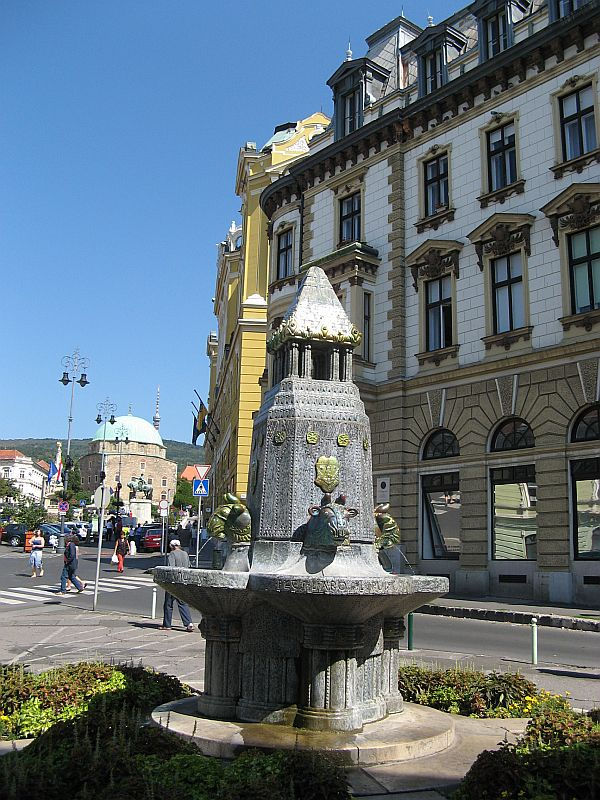
Eosin glaze de la Font Zsolnay
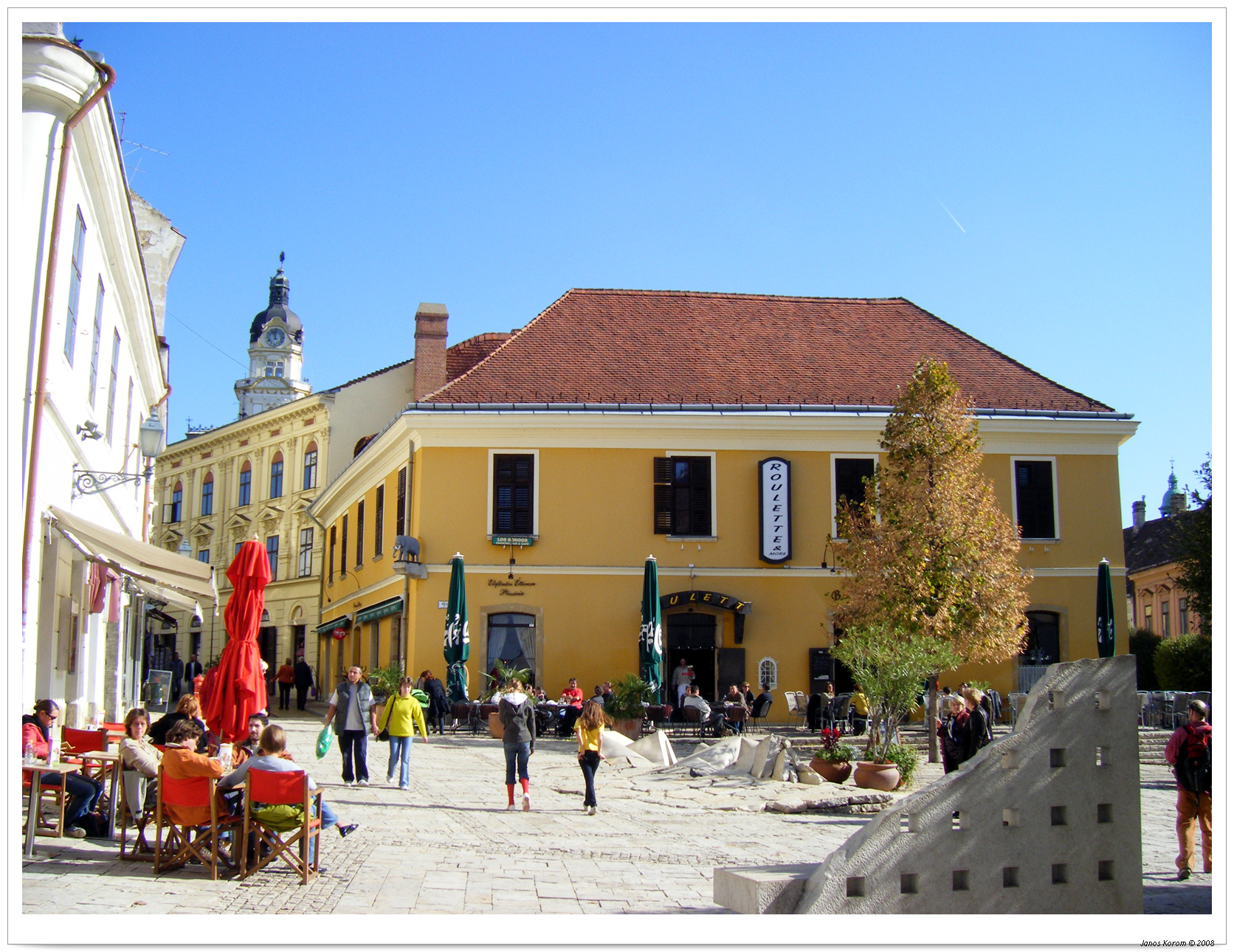
Plaça Jókai
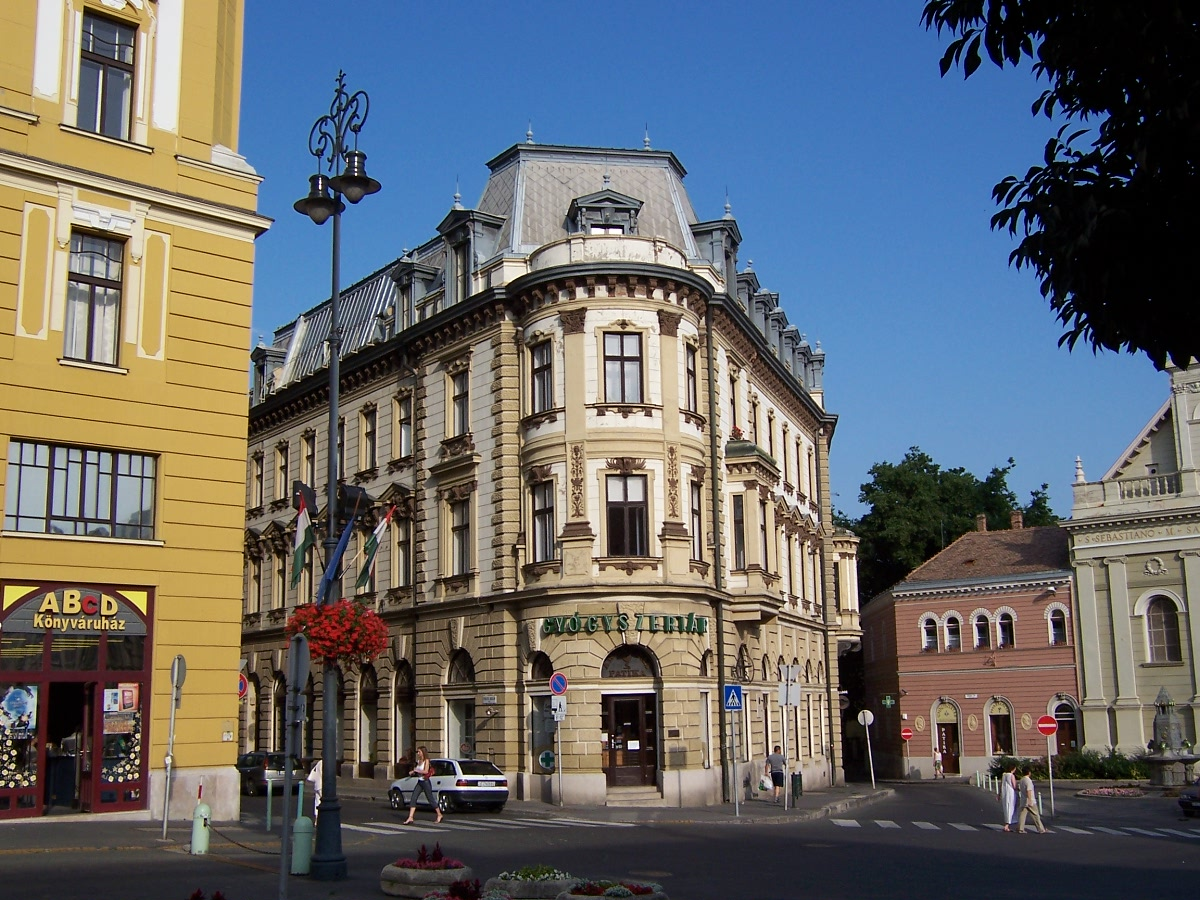
centre de la ciutat
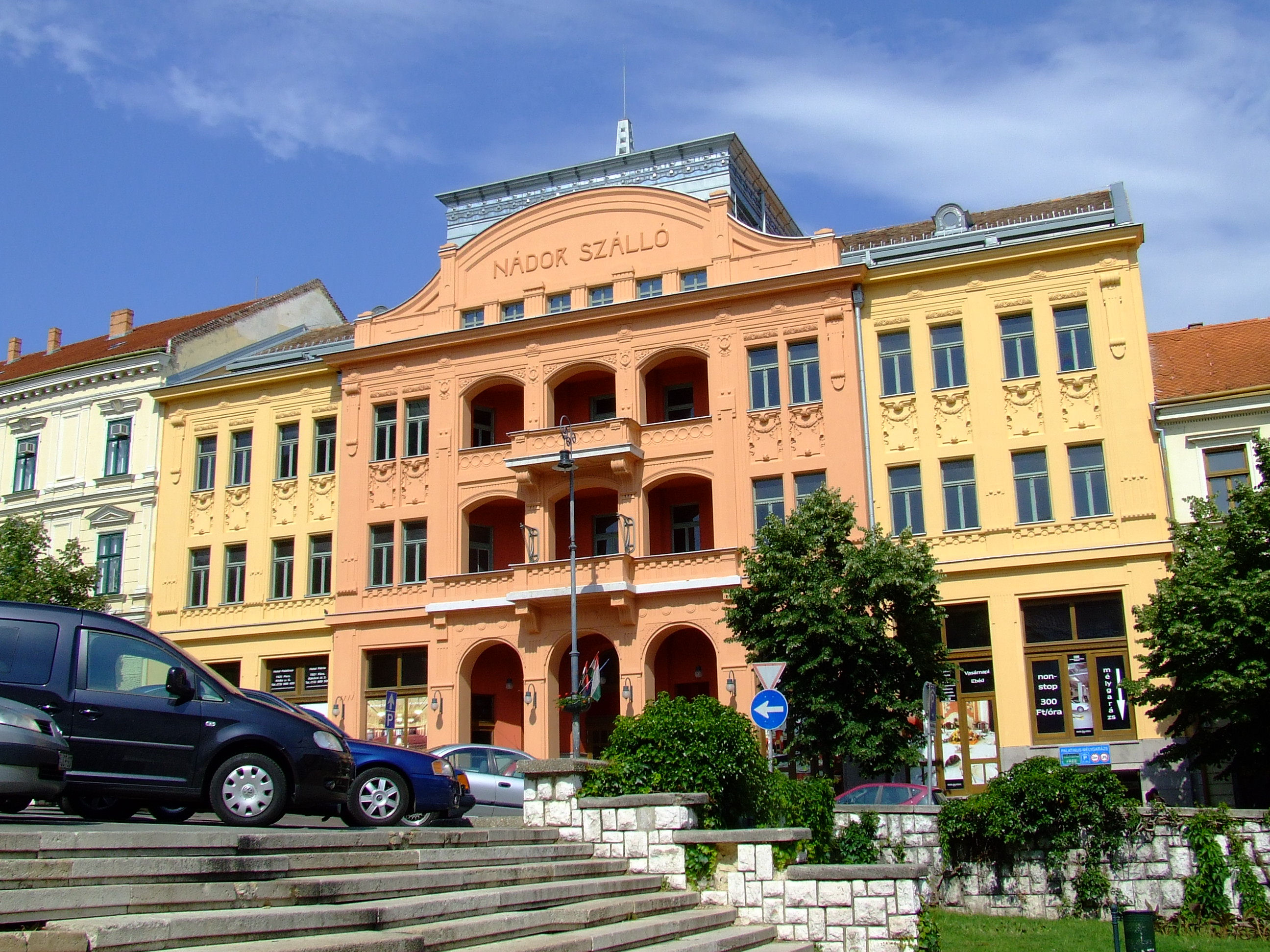
Hotel Nádor
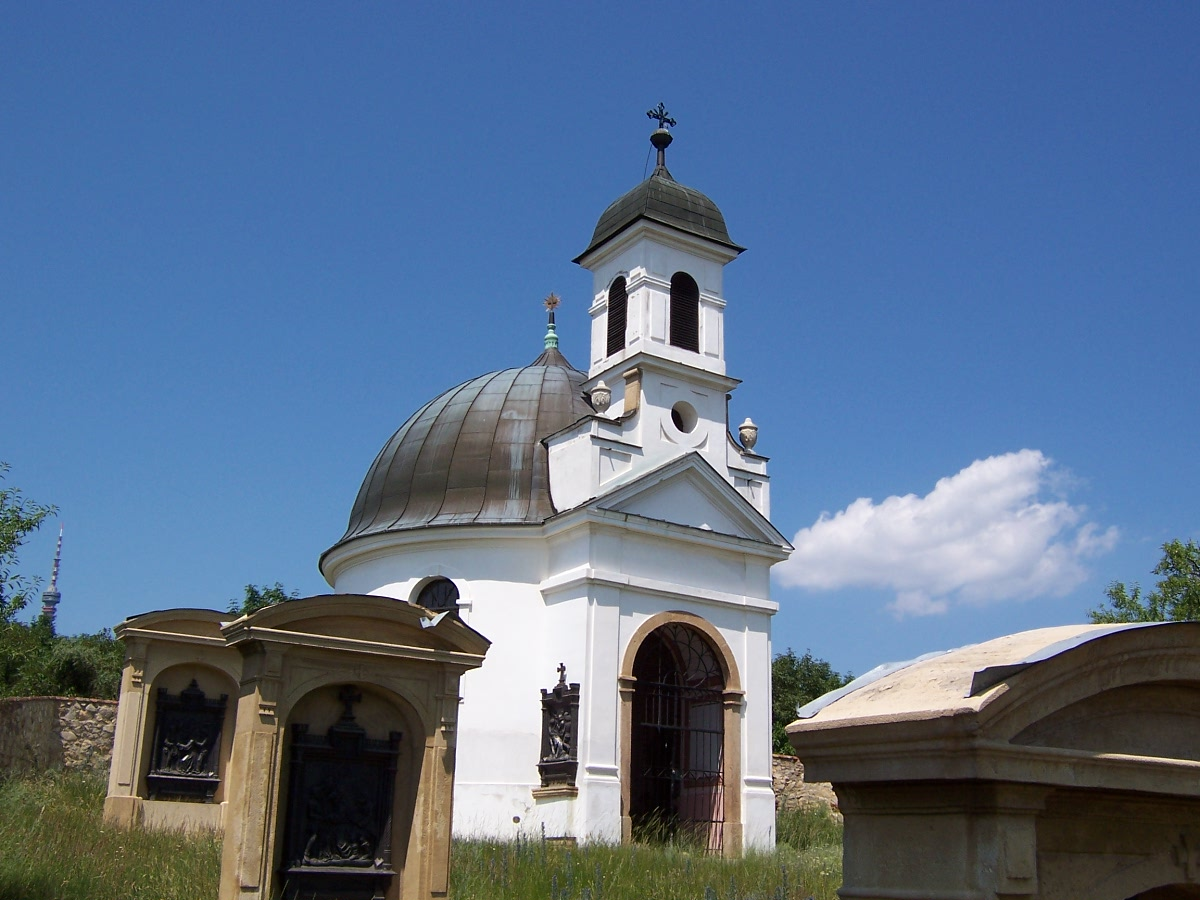
Capella
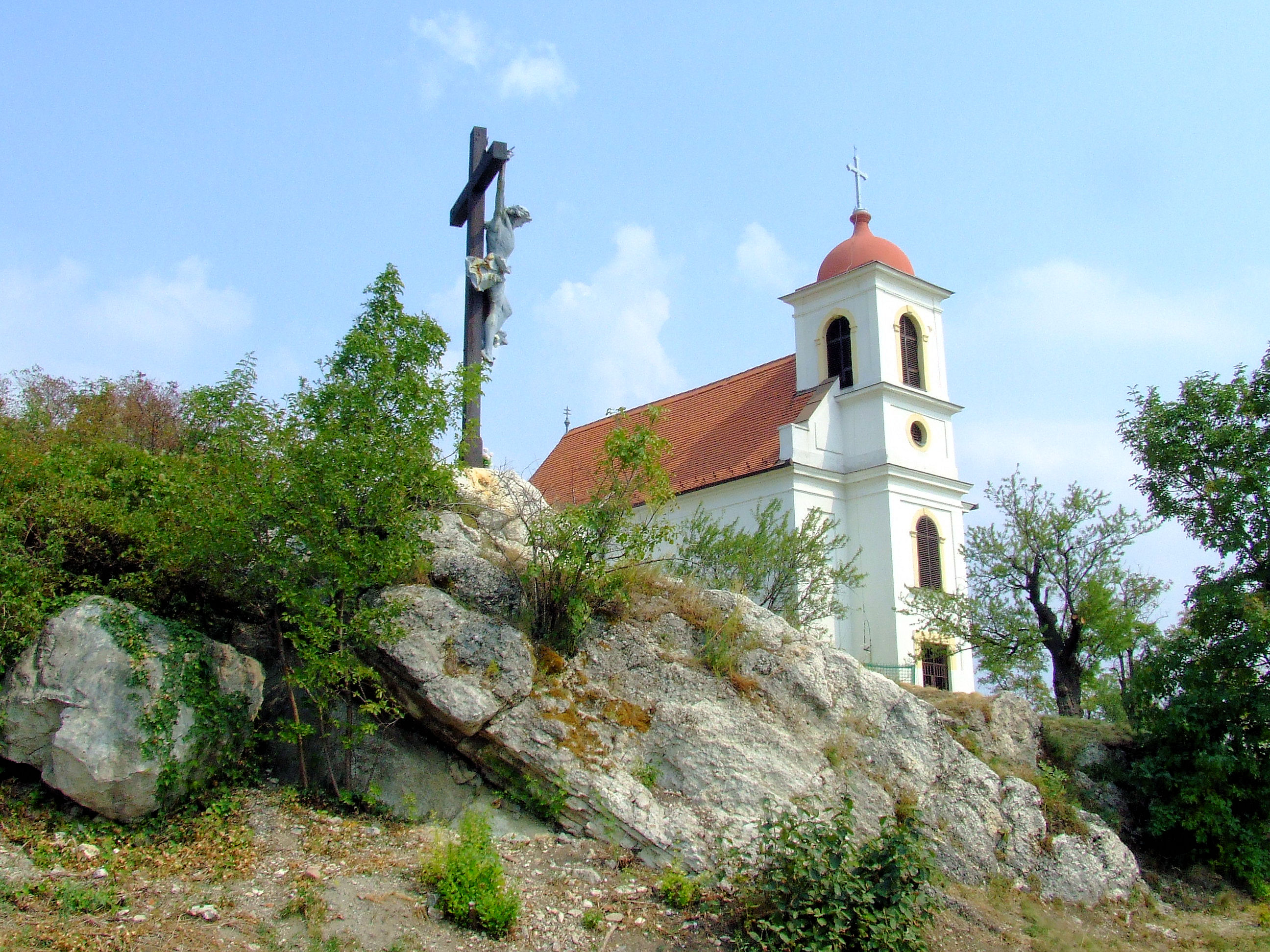
Capella Havhegy
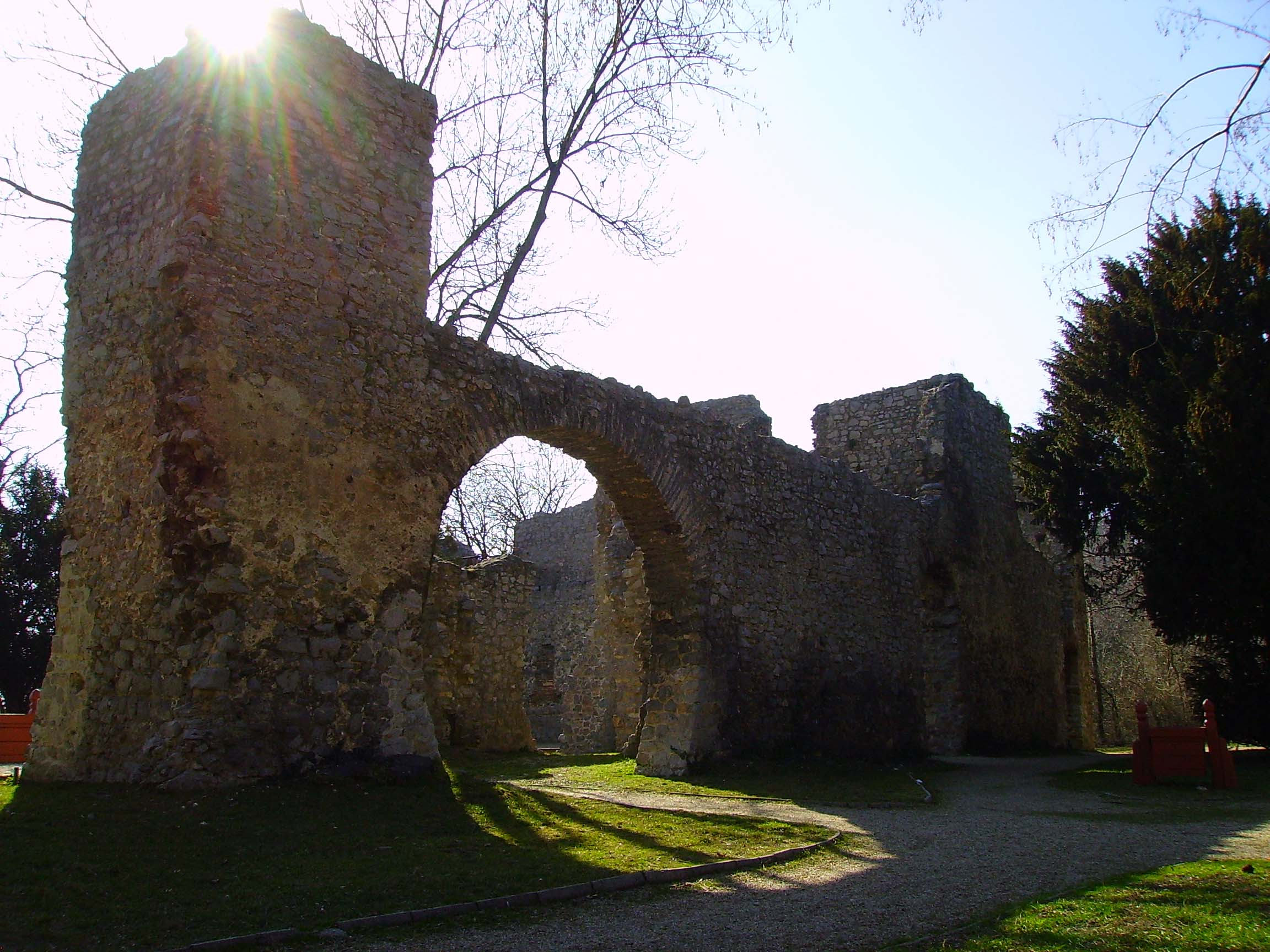
Ruïnes de Tettye
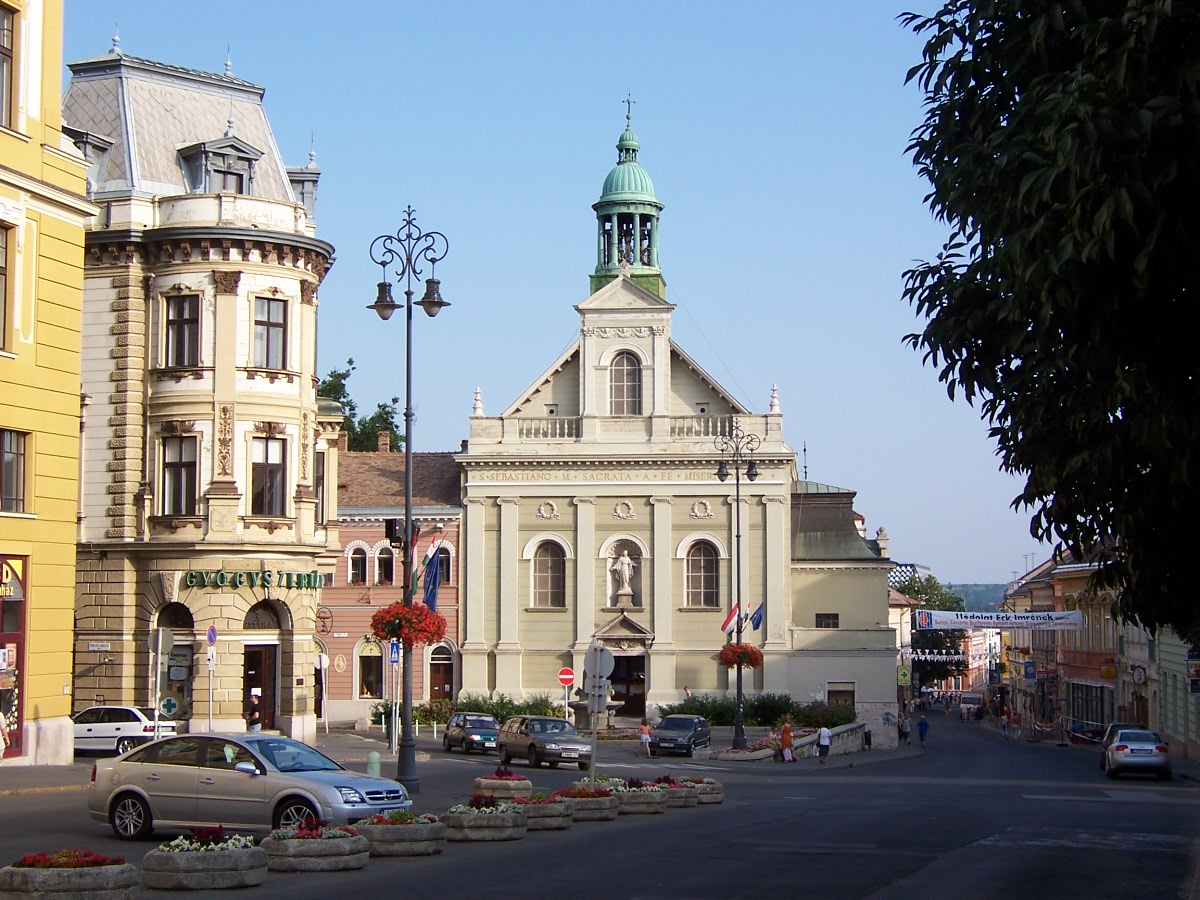
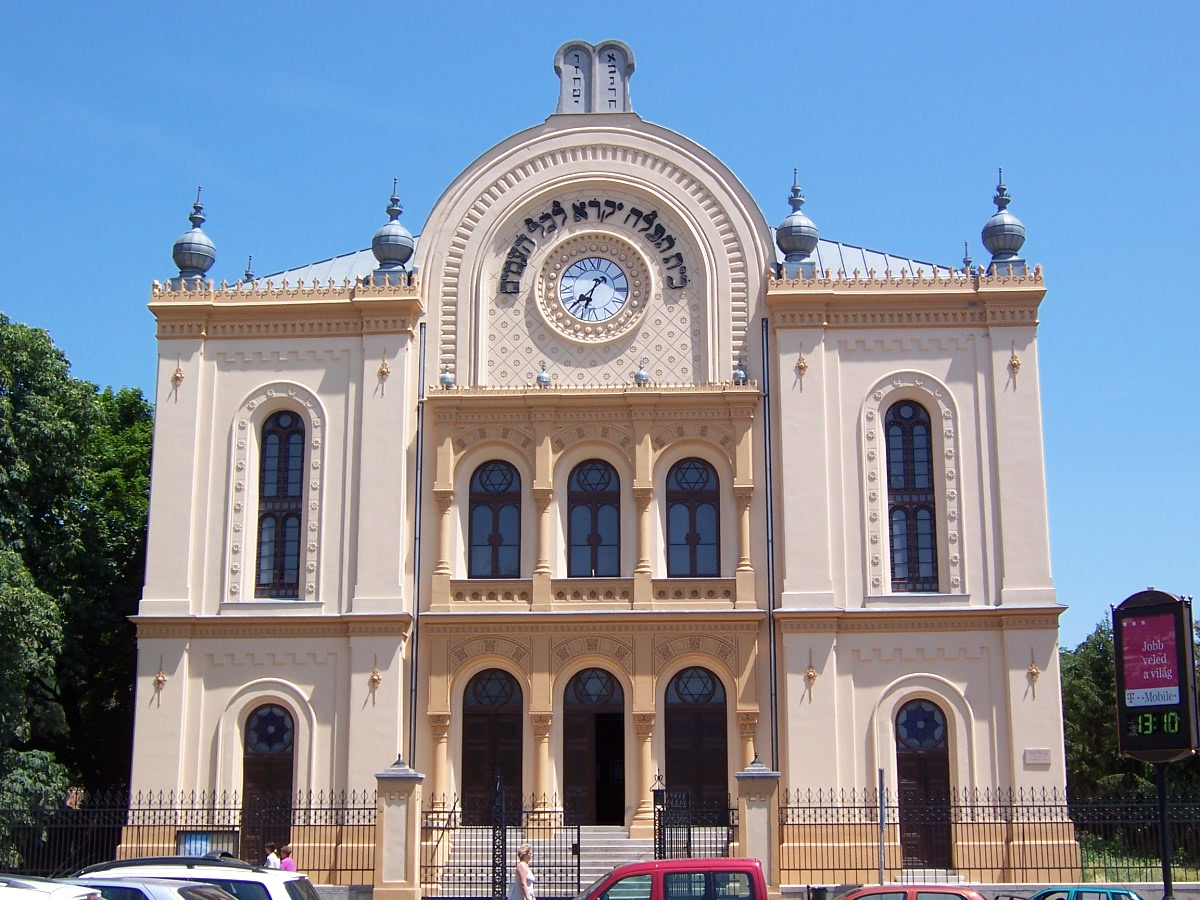
Sinagoga
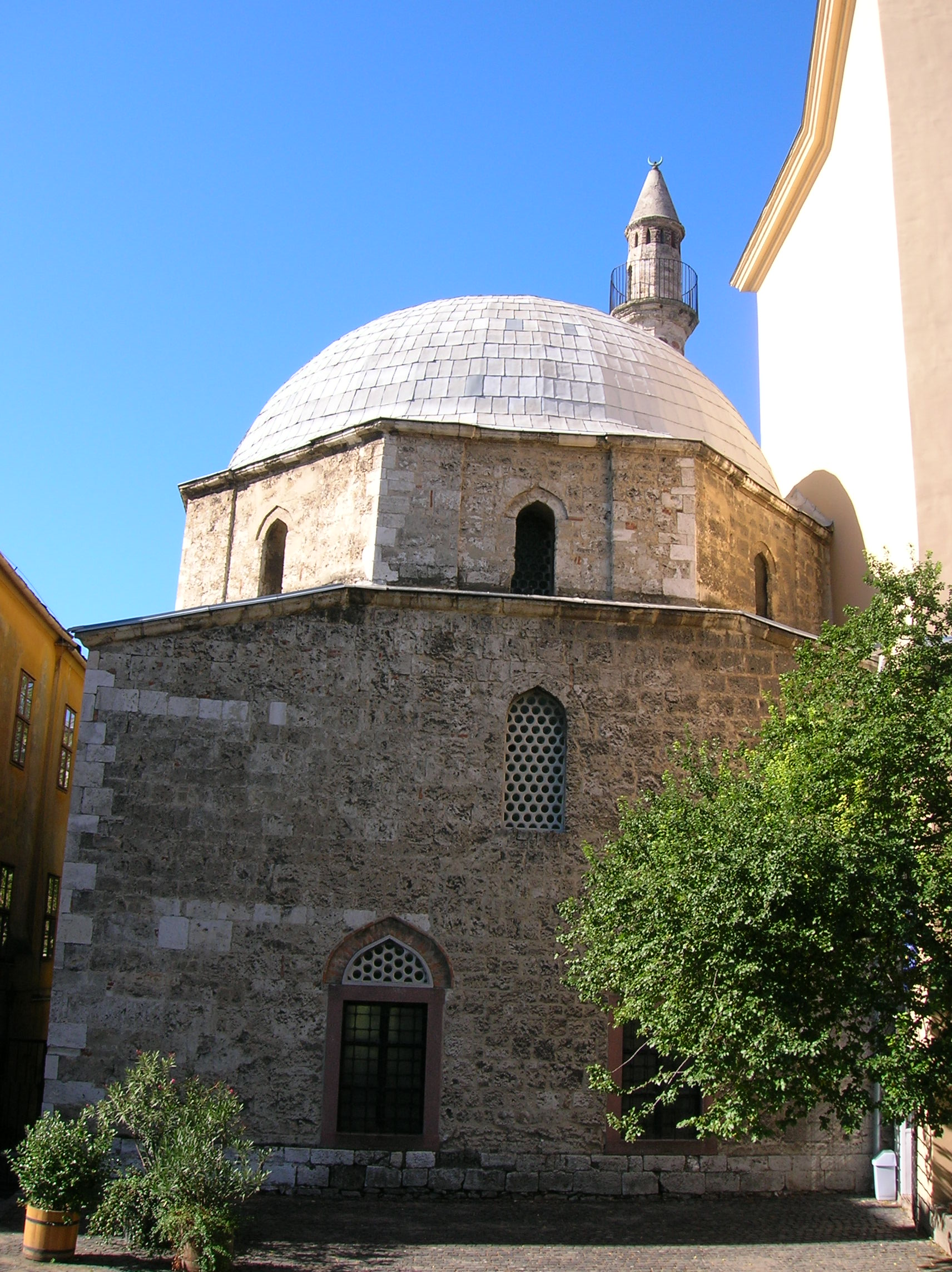
Mesquita Jakovali Hasan
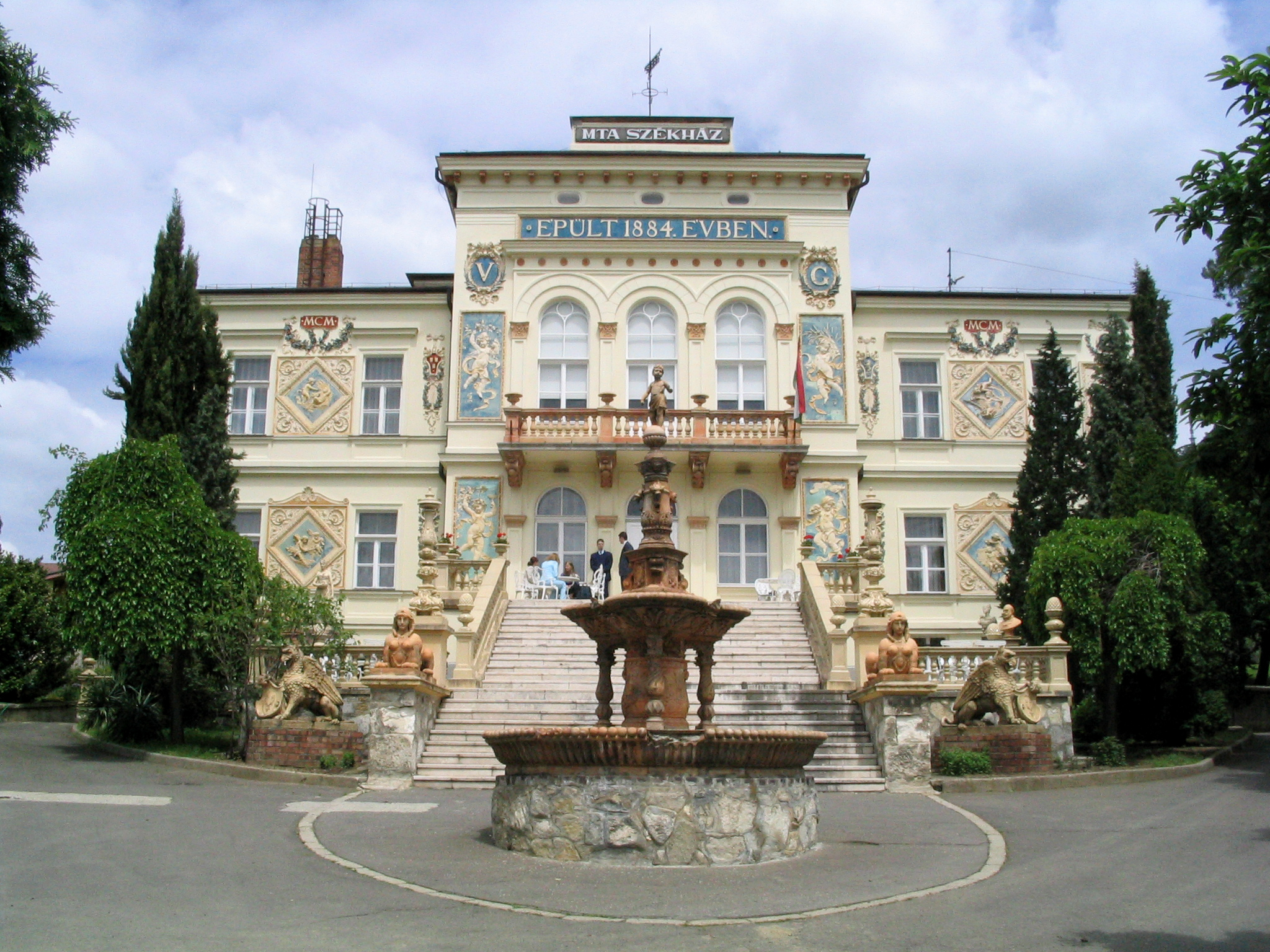
Acadèmia de Ciència d'Hongria a Pécs
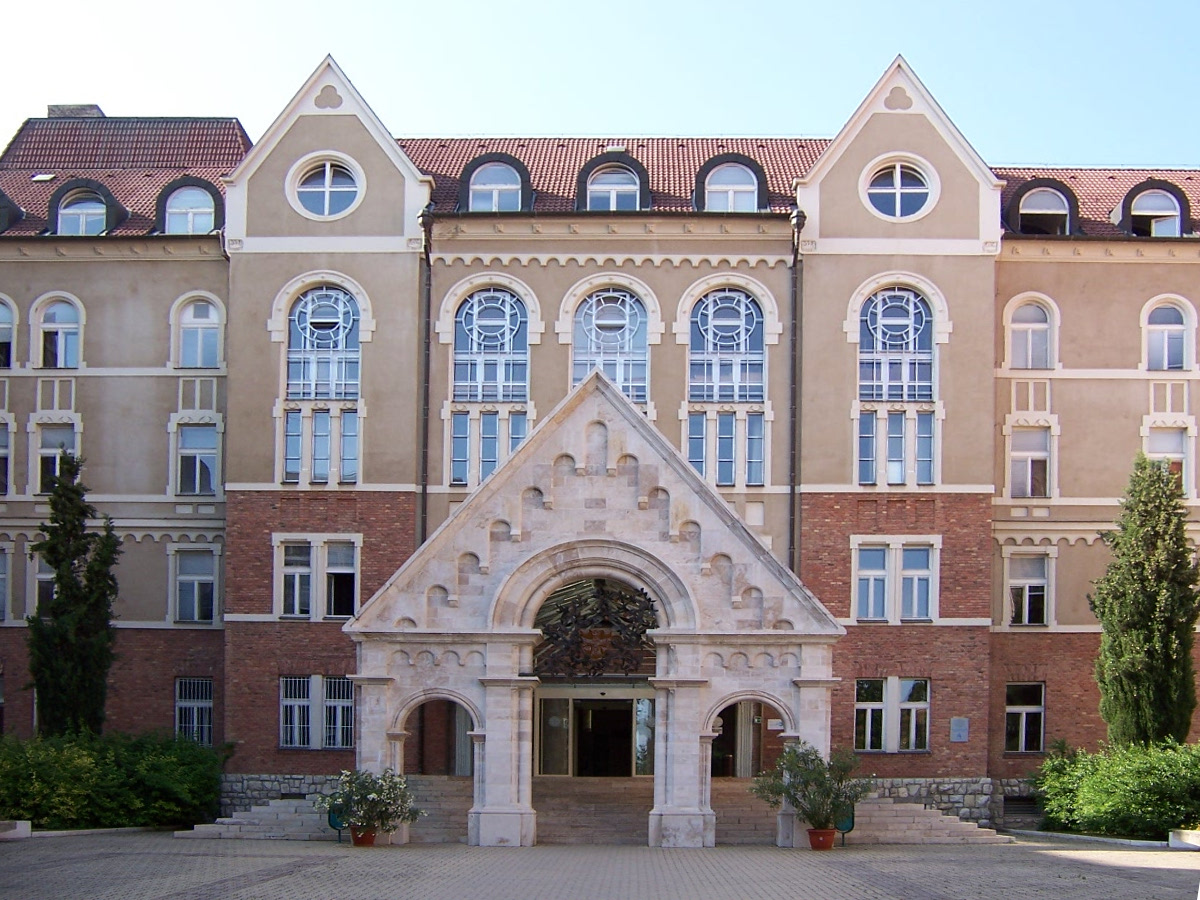
Universitat
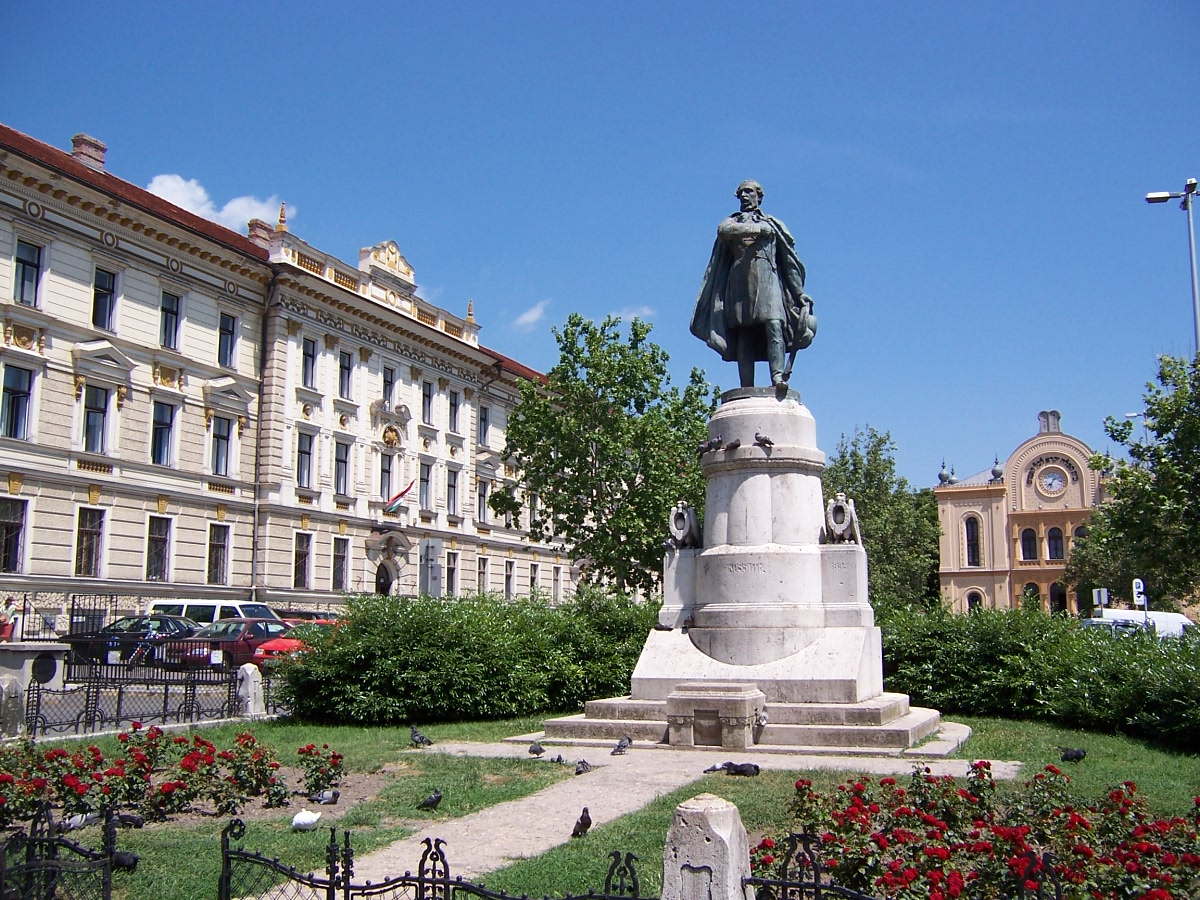
Estàtua de Lajos Kossuth
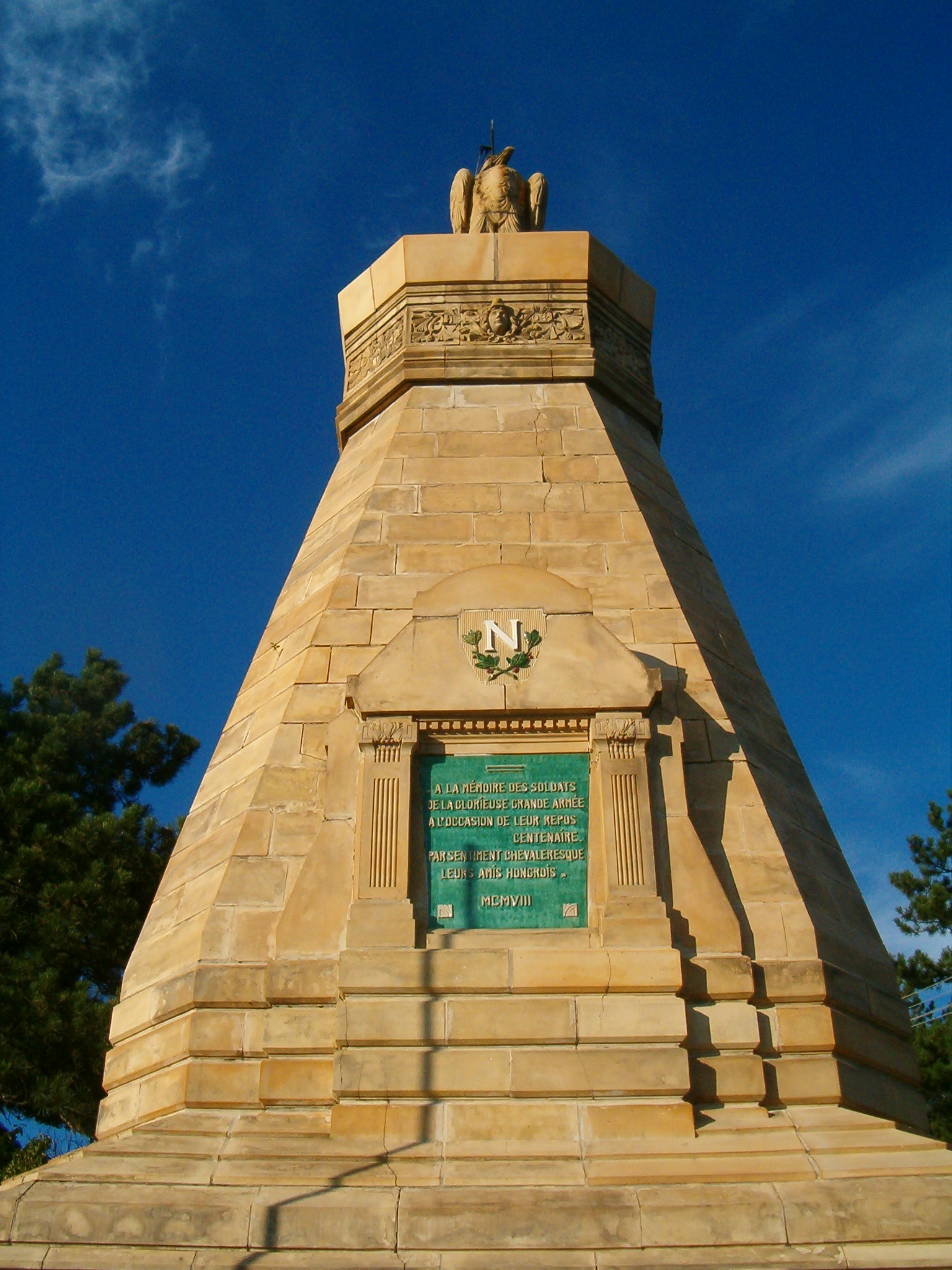
Monument francès de les guerres napoleòniques
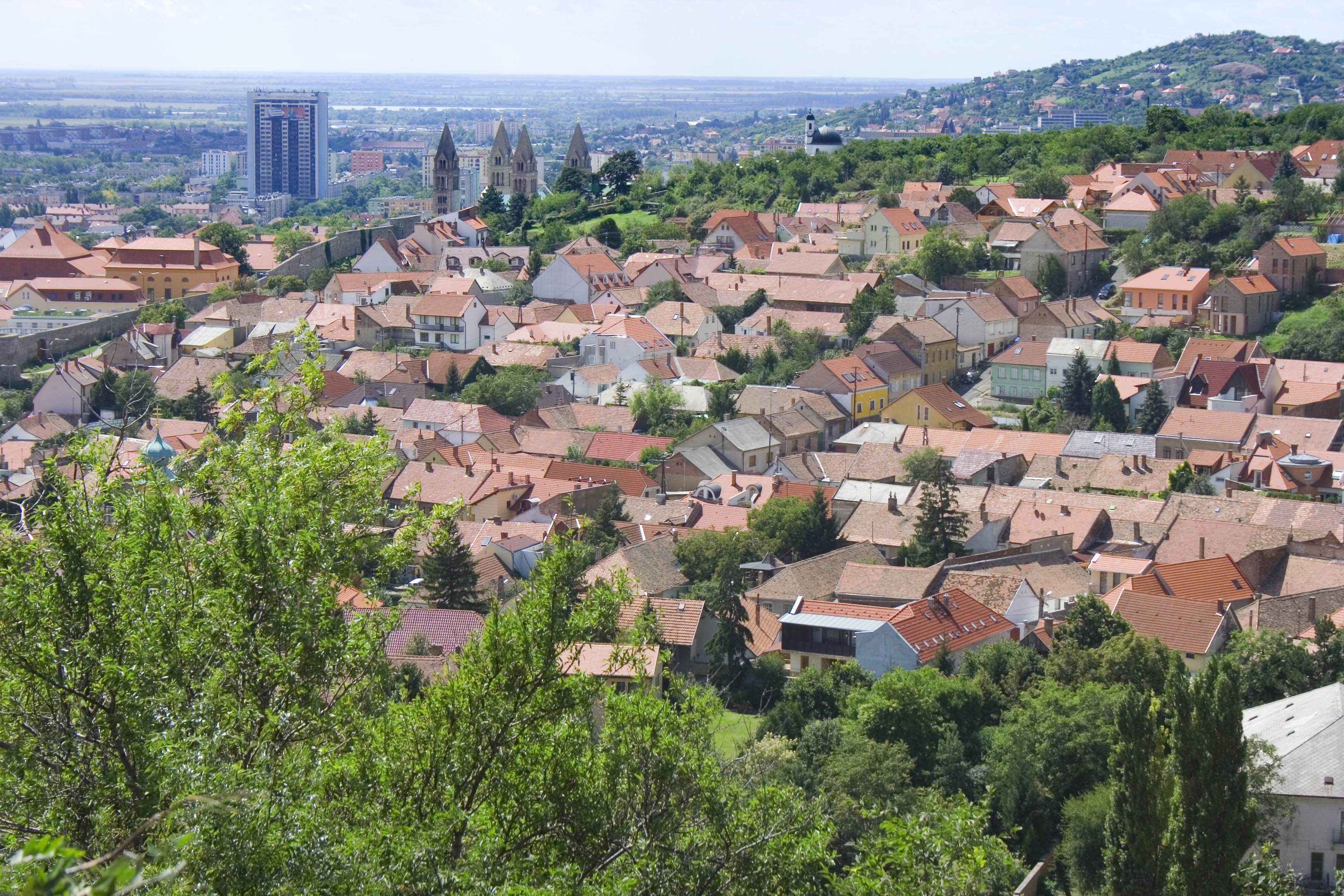
Tettye
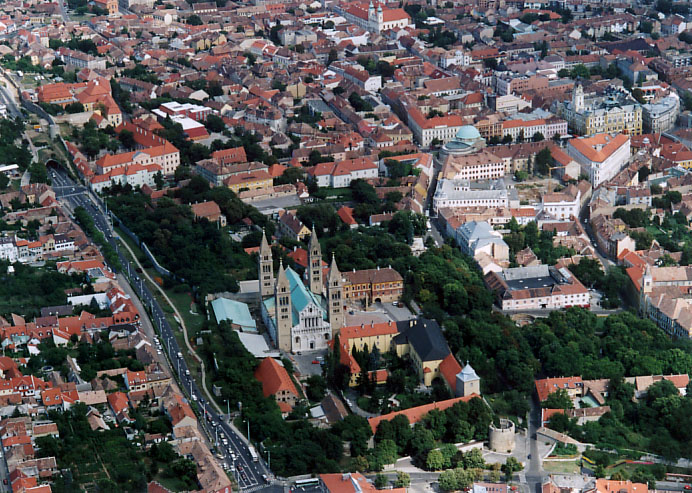
Vista aèria
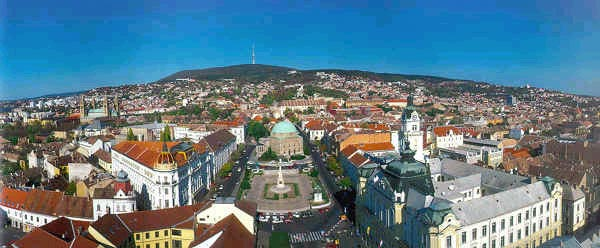
Panorama